# Ana Maria Estrada
Ana Maria Estrada (* in Peru) ist eine Schauspielerin und Filmemacherin, die in Peru und in den USA tätig ist.

## Leben
Die gebürtige Peruanerin Estrada studierte Schauspiel an der Filmhochschule New York Film Academy in New York City. Außerdem belegte sie Schauspielkurse in den Städten Los Angeles und London. Sie ist Mitglied der Schauspieler-Gewerkschaft SAG-AFTRA. Ihre Rolle in La amante del libertador brachte ihr eine Nominierung als Beste Schauspielerin auf dem Islantilla Cinefórum Film Festival ein. Auszeichnungen für ihre Arbeit erhielt sie außerdem von den Organisationen Hispanic Organization of Latino Actors und Association of Cronistas de Espectáculos. 2014 erhielt sie den TUMI Excellence Award. Sie wirkte in peruanischen und US-amerikanischen Produktionen mit.

## Filmografie

### Schauspieler
- 2006: El puente del destino
- 2012: Girl in Progress
- 2014: Category 5 (Fernsehfilm)
- 2014: La amante del libertador
- 2016: Salvation
- 2017: Rosa de Santa Maria
- 2017: Martin de Porres
- 2018: Caiga quien caiga
- 2019: Hell Girl

### Crew
- 2013: Don’t Worry? (Kurzfilm) (Regie, Drehbuch)
- 2014: La amante del libertador (Produzentin)